# Georg Lukács
Georg Lukács (en húngaro: Lukács György, pr. AFI: [ˈlukaːtʃ ˈɟørɟ]; nacido Löwinger György Bernát; Budapest, 13 de abril de 1885-Budapest, 4 de junio de 1971) fue un historiador, filósofo marxista y crítico literario húngaro de origen judío.

## Datos biográficos
Nació en una rica familia judía. Su padre, Josef Löwinger, era uno de los directores del Budapest Kreditanstalt, a la sazón el banco más importante de Hungría; este adoptó el apellido Lukács por decisión del ministro del Interior, más tarde, en 1901 la familia recibió de los Habsburgo un título de nobleza como premio a sus servicios como financiero, mismo que usará Lukács en su primera etapa: “von Lukács".
Desde su adolescencia Lukács mostró un gran interés por la literatura y una notable capacidad para la crítica; en 1904 fundó en Budapest, junto con Sándor Hevesi y Lázlo Bánoczy, el Teatro “Thalía”, que tomó como modelo el Teatro libro berlinés. En el mismo año se hizo miembro de la Sociedad Sociológica fundada en 1901 por el jurista y sociólogo Gyula Pikler y que editaba Huszadik Század [El Siglo XX], revista de los intelectuales burgueses radicales. Alterna sus estudios de Filosofía en Budapest, donde se doctora en Filosofía en 1909, con la redacción de su estudio Evolución histórica del teatro moderno. En esta época se adhirió a la corriente neokantiana, entonces la dominante, que reservaba la investigación sistemática de la realidad empírica a las ciencias especializadas, reduciendo la filosofía a la lógica y a la teoría del conocimiento. Leyó El Capital de Marx, a Max Weber y se impregnó de la filosofía de G. Simmel durante su época de bachiller.
En 1910 edita su libro El alma y las formas, traducción de los artículos que había reunido el mismo año para una edición en húngaro, pronto abandonaría las opiniones expresadas en esta obra. A partir de 1910 sus viajes lo conducen a través de Alemania, Italia y Francia, con estancias más dilatadas en Florencia y Berlín. Desde 1913 se instala en Heidelberg. Durante el verano de 1914 apareció su libro La teoría de la novela, es su último libro premarxista. La dedicatoria del estudio es para su primera mujer, Jeljena Andrejevna Grabenko, de la cual se separaría pronto.
En 1914 se produce el estallido de la guerra y con ello el segundo estudio intensivo de Marx. En 1915 regresa a Budapest, ya que es declarado inútil para el servicio militar. Un año después se instala en su ciudad y presta sus servicios como profesor en la “Escuela Libre de las Ciencias del Espíritu” o también conocida como Escuela Libre de Humanidades”, aquí conoce al futuro sociólogo Karl Mannheim y al crítico de arte Arnold Hauser. En esta época abandona el neokantismo y se acerca más a una teoría que permita la historización de las categorías estéticas, como demuestra en Teoría de la Novela, escrita en el invierno de 1914-1915, y publicada en 1916. 
Poco a poco se va gestando un movimiento escisionista en el seno de la socialdemocracia húngara, y el 21 de noviembre de 1918 se constituyó el Partido Comunista de Hungría bajo la dirección de Béla Kun. Un mes más tarde Lukács ingresaba en sus filas. En marzo de 1919 era ya comisario responsable de Instrucción Pública en la República Soviética de Hungría presidida por Béla Kun. Ideológicamente se aproxima más a la postura de Rosa Luxemburgo que a la de Lenin. Aboga por una identidad peculiar y dialéctica de la conciencia de las masas y la conciencia de la vanguardia intelectual, y por otra aboga por una revolución democrática social, en vez de una revolución proletaria.
Su postura de oposición a Lenin, que luego rectificaría rápidamente, quedó expresada en un artículo publicado tres meses antes de la aparición de su libro Lenin: “El izquierdismo, enfermedad infantil del comunismo”. En este artículo se muestra muchísimo más cercano a las tesis de Luxemburgo. Esta disputa jamás llegó en realidad a solventarse. Lukács se retractó, y durante toda su vida intentaría mostrarse como buen leninista.
En 1920 sucumbió la república soviética y Lukács huyó a Viena. Las autoridades austríacas lo encarcelaron en octubre, atendiendo a una solicitud de extradición. Su fama intelectual era tal que en noviembre apareció un manifiesto en favor de su liberación, firmado por Heinrich y Thomas Mann, Richard Beer-Hofmann, Richard Dehmel, Paul Ernst, Bruno Franck, Maximilian Harden, Alfred Kerr. Thomas Mann fue todavía más lejos y en 1929 escribió una carta abierta al canciller federal austríaco, Ignaz Seipel, solicitando asilo político para Lukács.
Recopila algunos de sus artículos publicados anteriormente en uno de sus libros más importantes: Historia y conciencia de clase, publicado en 1923. En este texto se apropia de las categorías hegelianas para interpretar a Marx, propone una nueva concepción de la organización del Partido, entendiéndolo como forma histórica y como portador activo de la consciencia de clase. Fue acusado de revisionista en el quinto congreso de la Comintern por Zinóviev. Para Lukács, las críticas a su texto significaron el abandono del intento más radical para reactualizar lo revolucionario de Marx mediante la renovación y continuación de la dialéctica hegeliana y de su método.

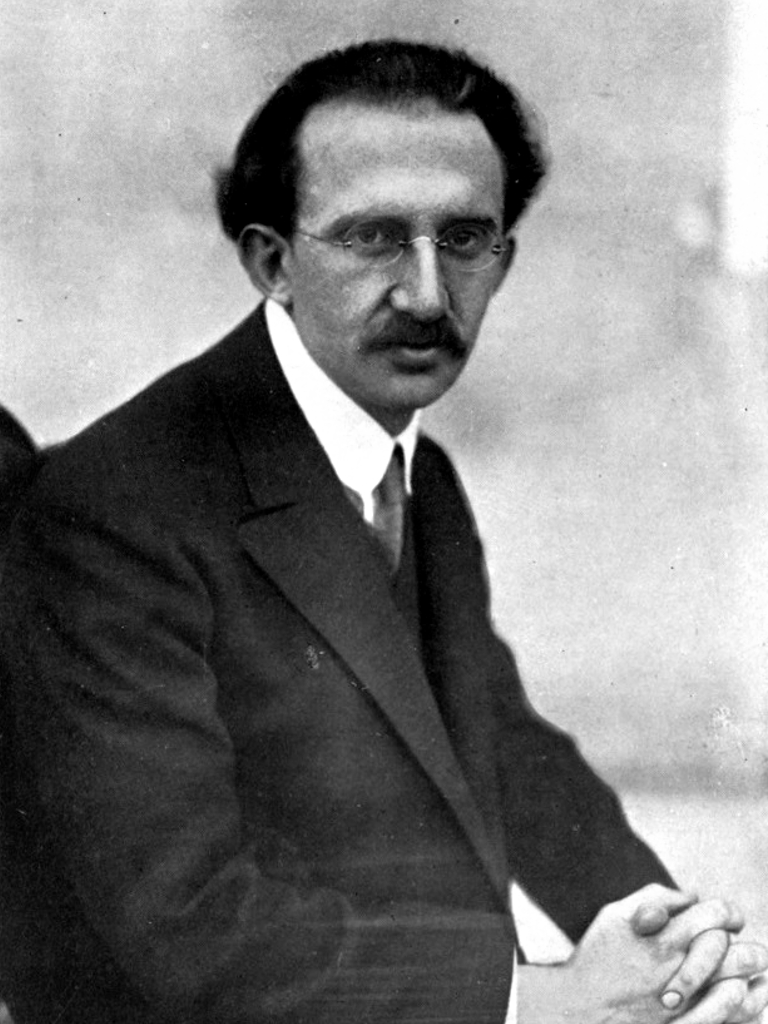

En 1928, con motivo del II Congreso del Partido Comunista húngaro, que había sido declarado ilegal, Lukács redactó un documento denominado “Tesis de Blum”. Estas fueron rechazadas por los dirigentes del Partido, desde Moscú, y por la Internacional Comunista, Lukács fue excluido de todos los niveles ejecutivos y obligado a confinarse a la filosofía y a la crítica literaria.
Estas tesis proponían una plataforma radical-democrática, con ello se abandonaba la “dictadura del proletariado” en el sentido bolchevique. Venía a ser un intento de elaborar la estrategia de una revolución democrática que en sus últimas fases podría conducir al socialismo, esperando el apoyo popular. Se rumoró que Béla Kun se proponía expulsarlo del partido por las ”Tesis”. Jenő Landler, el aliado más poderoso de Lukács había muerto, así que decidió abandonar en 1929 definitivamente toda actividad política y publicó una Autocrítica a sus textos. La Autocrítica fue un cambio táctico que Lukács consideró años después como una mentira necesaria.
Se traslada a Moscú en régimen de “clausura”. Se convierte en colaborador científico del Instituto Marx-Engels donde puede estudiar a fondo los Manuscritos económico-filosóficos de Marx todavía inéditos. Se genera un alejamiento o ruptura con Hegel. En 1931 la Comintern lo envía a Berlín, de esta época datan sus importantes aportaciones a la teoría literaria.
En 1933, Lukács, a causa del triunfo del nacionalsocialismo, encuentra refugio en la Unión Soviética, es aquí donde se elabora su proyecto de “gran realismo” opuesta al “realismo socialista”. Se convertirá en colaborador del Instituto Filosófico de la Academia de Ciencias de Moscú, también llamada Instituto Marx-Engels. Se cree que sus años en Moscú debieron ser muy solitarios y algo incomunicados. Durante este periodo, con base en documentación desclasificada tras la disolución de la Unión Soviética, podría haber intervenido en las depuraciones estalinistas.
Regresa a Budapest en el año de 1944, sus trabajos aparecen publicados de forma rápida, es nombrado profesor de Estética de la Universidad de Budapest, miembro del Parlamento y de la Academia de Ciencias.
Tuvo un papel en la Revolución húngara de 1956, de alcance nacional, contra el gobierno de la República de Hungría por sus políticas impuestas desde Moscú; esa revuelta duró desde el 23 de octubre hasta el 10 de noviembre de 1956. En octubre de 1956 ingresó en el gobierno de Imre Nagy (pronto ejecutado) como ministro de Cultura Popular. Fue encarcelado por los soviéticos junto con Nagy poco después y regresará a Budapest en abril de 1957 para investigar de forma autónoma, puesto que había sido expulsado del partido. Milosz apelaba a esta figura tan distinguida en su respaldo de conjunto poco antes de esa fecha.
Fue galardonado con el premio Goethe de la ciudad de Fráncfort en 1970. Lukács falleció el 4 de junio de 1971 a los ochenta y seis años de edad. 

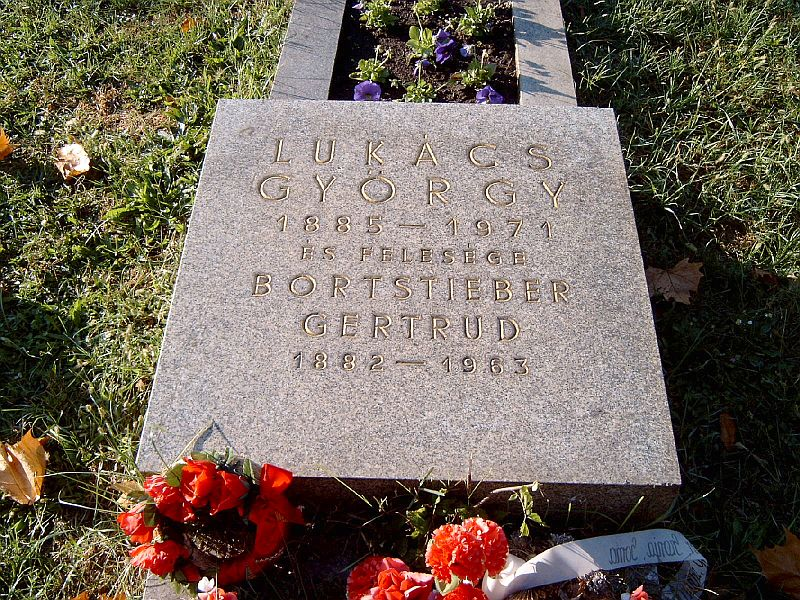

## Obras principales

### Textos teórico-estéticos
TEORÍA DEL ENSAYO
El breve texto de profundo calado Sobre la esencia y forma del Ensayo, que data de 1911, se publica por primera vez como pórtico al volumen El alma y las formas. Se trata de un ensayo que constituye la genial teoría del género del Ensayo, es decir una Poética, la primera y más importante sobre este género decisivo de la cultura moderna. Como texto emblemático de la primera época del autor, es en consecuencia un escrito anterior a su adscripción marxista. Compuesto en relación con los escritos de El alma y las formas y en la circunstancia inesperada de la muerte tanto del amigo Leo Popper como de su novia Irma, se trata, según la crítica más autorizada, de un ensayo neoplatónico resultado de un proyecto vital de estilo kierkegaardiano que el destino condujo a final trágico. Fue traducido en 1975 por Manuel Sacristán y revisado y reeditado con estudio de Pedro Aullón de Haro en 2015 (Madrid, Sequitur). Solo mediante este ensayo ya habría de ocupar Lukács un lugar de privilegio en la historia de la literatura y el pensamiento modernos.[cita requerida]
TEORÍA DE LA NOVELA
Fue escrita en el invierno de 1914-1915, y publicada en 1916. Intenta la comprensión de los géneros literarios y la explicación de la forma como producto histórico en la que encuentra la permanencia en el cambio. Aplica las categorías hegelianas de lo abstracto y lo concreto, la totalidad y la alienación y establece una serie de oposiciones entre los modos de totalidad del arte épico y el arte dramático que le permiten explicar el origen de la novela, su desarrollo y decadencia.
Según Sara Sefchovich, este libro representó un rompimiento con todos los esquemas anteriores del análisis literario. El mismo Lukács lo señala: 
“A mi entender [es] el primer libro en lengua alemana en el que aparecen emparejadas una ética de izquierdista orientada hacia una renovación radical y una interpretación muy tradicional y convencional de la realidad.”
Según él, la novela es la forma de virilidad madura, la historia de la aventura de un agonista problemático que busca, en un mundo degradado, valores auténticos. Su contenido es la historia de un alma que va por el mundo aprendiendo a conocerse, que busca aventuras para experimentarse en ellas y que, a través de esta prueba, da su medida y busca su propia esencia. Años después Lukács rechazará esta obra, alegando que no tiene otro interés más que el documento de la prehistoria de las importantes ideologías de las décadas de 1920 y 1930.
CRÍTICA LITERARIA
Durante su estancia en Moscú elabora la mayor parte de su teoría estética y literaria. Su objetivo era elaborar una estética que fuera para el nuevo mundo socialista de la Europa del Este lo que el idealismo alemán había sido para el mundo burgués. Aquí se gesta la teoría del gran realismo, dónde reúne los elementos que había manejado en su teoría de la literatura: la totalidad, la forma, el contenido, la esencia, la apariencia, las mediaciones, etc., con los nuevos integrantes de la política cultural: la representación realista, e l tipo, la función educativa del arte y el partidismo.
Toma a la novela del siglo XIX como prototipo, a esto une la teoría del reflejo, los trabajos de lingüística sobre Stalin y los debates del expresionismo. Su obra más representativa de esta época es La novela histórica. En este texto, Lukács trata del historicismo en la literatura, cuya significación intelectual y estética para las letras de los siglos XIX y XX intenta aclarar.
Estudia las condiciones histórico-sociales del surgimiento de la novela histórica y analiza a sus representantes más sobresalientes, principalmente a Walter Scott. Incluye en su análisis a la novela clásica y a la romántica, la crisis del realismo burgués y las transformaciones de la literatura después de 1848, la novela histórica del humanismo democrático y la literatura del periodo imperialista en Alemania. Sus concepciones sobre la literatura popular, la forma biográfica y las diferencias entre la novela histórica y el drama histórico se han vuelto clásicas.
ESTÉTICA
En 1957, Lukács vuelve a Hungría, ya había sido expulsado del partido y no volverá hasta 1969. En este período se consagra a sus trabajos de ética y estética. De aquí hasta su muerte. Trabaja en su obra: La estética (4 vols.) Analiza la estética hegeliana con un vocabulario inspirado en Weimar y salpicado de citas de Marx, Lenin, Goethe. Interpreta el proceso creador en términos de reflejo, entendido como una relación entre el hombre y su medio, y como categoría lógica aplicable a la
estética con la cual se pueden desarrollar los aspectos de belleza, la mímesis, etc.
Resume la tradición del idealismo alemán, remontándose hasta Aristóteles, y trata las cuestiones que siempre le habían preocupado: la esencia, la
apariencia, la particularidad, el sujeto y objeto, etc. Habla de mímesis y catarsis –en lugar de estructura y superestructura-, mantiene las diferencias entre ciencia y arte.

### Textos político-filosóficos
HISTORIA Y CONCIENCIA DE CLASE

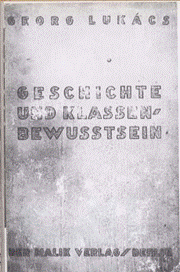

Lukács procede a recuperar en esta obra la dimensión hegeliana del pensamiento de Marx. Además de establecer una conexión
artificial entre Lenin y Rosa Luxemburgo; una conexión que contrastaba con el hecho de que por mucho que esta fuera considerada una heroína revolucionaria desde su fusilamiento por los oficiales alemanes en
1919, había sido aliada por los mencheviques. El subtítulo de Estudios de dialéctica marxista ofendió a los comunistas rusos y centroeuropeos, al no usar el sentido de “materialismo” de Engels. Lukács propone una teoría genuinamente dialéctica que quitaba toda base a la polémica entre materialistas e idealistas. Según él, el materialismo y el idealismo son la tesis y la antítesis, según la dialéctica hegeliana, de un debate que hunde sus raíces en un esfuerzo frustrado por superar la hendidura abierta entre sujeto y objeto. La solución no radica en optar por una u otra, sino en trascender el campo de la disputa, cosa que puede
hacerse tratando, al igual que el propio Marx, la práctica como unión concreta de pensamiento y realidad.
Acusa a la filosofía burguesa de ser contemplativa e incapaz de integrar el cambio como fuerza histórica concreta y ve en el proletariado a la única clase capaz de captar la totalidad y la esencia del mundo por su condición de objeto. Elaboró sus concepciones sobre la organización del partido comunista, entendiendo a este como forma histórica y como portador activo de la consciencia de clase, reiterando continuamente la tesis de la consciencia de clase como ética del proletariado y la fuerza del partido como fuerza moral.

## Conceptos básicos

### Totalidad
Para Lukács el arte y la ciencia reflejan la realidad de la que es parte el hombre. Cuando hablamos de reflejo no nos referimos a la copia especular que la imagen parece implicar, sino todo tipo de formulaciones de las relaciones en que el hombre se encuentra con el mundo experimentado. Ambos tienen su origen en la experiencia, en lo particular. El método de la ciencia es la eliminación de la inmediatez personal en la búsqueda de leyes generales, “desantrapomorfización”. El método del arte es, por el contrario, “antropomórfico”, aspira a una totalidad en un doble sentido, tiene que reproducir la totalidad de las determinaciones esenciales del objeto, y, en consecuencia, no está limitado a la apariencia de la realidad, sino que reproduce la individualidad sensible de los objetos. Su característica peculiar es que reproduce de una forma realizada el carácter único, la particularidad, de la existencia. De ahí se descubre una generalidad dentro de esa unicidad, pero su forma de generalización es la del hombre, en tanto que representado aparece como típico, típico de un modo de ser, etc. La obra de arte es una imitación, un artefacto; es una totalidad en cuanto que es completa en sí misma; está cerrada en sí misma, su objeto es la verdad, una penetración y comprensión que permite al que lo goza “cambiar y profundizar” su participación personal.
La
totalidad aparece en el arte todavía de otra forma: como una cualidad del “sujeto”, llevando así una intensificación de la subjetividad. Para el hombre es una necesidad básica sentirse a sí mismo un todo; una necesidad cada vez más urgente cuando la división del trabajo separa sus facultades y separa a unos hombres de otros. La religión y la ética aspiran a restaurar la totalidad del individuo, pero la reunificación de la personalidad, el reconocimiento de la totalidad, la continuidad de la individualidad del hombre solo se cumple verdaderamente con el arte.
El arte en general es para Lukács una crítica del mundo real a través del contraste que él mismo establece entre la totalidad, el todo de la experiencia, lograda por medio de la experiencia imaginativa, y la esfera de lo cotidiano. Por lo cual, la norma crítica inmanente en los grandes escritores es su visión de totalidad. El arte es, pues, un modo especial de conocimiento. La ciencia de la historia pone la base de nuestra consciencia histórica; el arte despierta nuestra consciencia histórica y la mantiene despierta. Esta concepción la usa por primera vez en Teoría de la novela: La novela refleja un mundo privado de significación trascendental, o sea, condición de sin hogar del hombre. Así, vemos que la totalidad se aplica tanto a la importancia histórica del contenido como a la forma artística, aunque la significación histórica solamente es conformada por la forma y el estilo de la obra.

### Dialéctica
Lukács convierte a la dialéctica en la categoría fundamental del proceso histórico y al mismo tiempo en un instrumento metodológico. En Historia y consciencia de clase, establece por primera vez en una diferenciación entre el pensamiento de Marx y Engels, criticando el concepto de dialéctica de la naturaleza de este. Toma la división de las ciencias del espíritu y las ciencias de la naturaleza, y plantea una diferenciación del método para estudiarlas. El método dialéctico es aquel que penetra más allá
de la superficie de los datos estadísticos y entidades separadas para llegar a la totalidad y a las contradicciones que forman su esencia.

### Teoría del reflejo
La diferencia que establece Lukács entre el método científico y el método dialéctico parte de su concepción de que la consciencia refleja la realidad que existe fuera de ella, según lo cual se plantea que el pensamiento se desprende de los objetos y el juicio se esfuerza por corresponder a las cosas.La realidad objetiva es una sola pero los hombres disponen de dos maneras de aprenderlas, en tanto que el reflejo científico se obtiene de una imagen conceptual de la realidad, mientras que el reflejo artístico la representa gracias a la imaginación y la sensibilidad. En el reflejo estético el fin que se debe alcanzar no es el de comprender conceptualmente las leyes sino representar por imágenes sensibles un particular. El reflejo científico aleja al hombre de su realidad, los “desantropomorfiza”, mientras que el reflejo estético los acerca, por lo
cual, el arte aparece más cercano a la vida que la ciencia.

### Realismo
El realismo aparece como la única forma de captar la realidad con todos los determinantes que configuran una totalidad y que se estructuran en la unión dialéctica entre esencia y fenómeno, ya que la gran literatura realista retrata los problemas excavando en todas las regiones del pensamiento y el sentimiento humanos. El realismo no es un estilo entre muchos sino que está en la base de toda literatura.
Esto se logra gracias a:
1. Está orientado al tipo, es decir, reproduce los rasgos típicos en
circunstancias típicas.
2. Presenta la plasticidad y la existencia autónoma de los personajes y de las relaciones entre ellos. 
3. Puede comprometerse con la gran tarea de crear un orden social nuevo y un nuevo tipo humano.
4. Deja libre a la evolución de los personajes y de las situaciones
conforme a la evolución histórica y social.
5. Se aleja de la clase dirigente por considerar la vida de esta como vacía, privada de sentido e inhumana, y se acerca a los problemas de la vida del pueblo, que son los únicos que permiten una visión del mundo verdaderamente humanista.

## Polémica con Brecht
Las diferencias entre Bertolt Brecht y Lukács se remontan al menos a 1932 cuando el último, en su ensayo Reportaje oder Gestaltung?, rechazó los argumentos de Brecht a favor de un drama no aristotélico, así como su concepto de alienación. Brecht se consideró envuelto en el debate sobre el expresionismo cuando Lukács atacó la técnica de montaje en la obra de Dos Passos.
Brecht elaboró una “Plataforma para intelectuales de izquierdas” en la cual no aceptaba como aliado en la lucha contra el fascismo más que al proletariado, aboga por una literatura que no dejara de captar simultáneamente o de abstraer y combinar con rapidez las nuevas capacidades del hombre. Califica de formalista la concepción lukacsiana, en la cual la revolución burguesa continuaba siendo un modelo clásico. Pues Lukács considera que el compromiso del literato burgués con el progreso y la democracia constituye el verdadero eje de la postura realista. Así, se desarrollan dos teorías del arte casi opuestas, pero que se apropian de una misma definición marxista del realismo.
Lukács no quiere excluir lo contradictorio del mecanismo general de su teoría figurativa del arte, sino que pretende superarlo, armonizando la esencia y el fenómeno, como buen discípulo de Hegel. Para él el éxito de todo gran arte consiste en dar una imagen de la realidad en la cual la contradicción entre la esencia y el fenómeno, entre el caso particular y la ley, entre la inmediatez y el concepto se resuelva de tal manera que ambos elementos coincidan en una unidad espontánea a través de la impresión inmediata de la obra de arte, que constituyan una unidad indisoluble a los ojos del receptor; pretende recuperar en la obra de arte el mundo cerrado de la burguesía, llegando hasta la novela realista. Brecht no pretende reunir la esencia y el fenómeno en una gran unidad, sino mostrar diferencias y disarmonías; para Brecht, el goce artístico es el goce del reconocimiento de conexiones y disparidades que se representan, de lo dispar, de aquello que está entre la esencia y el fenómeno. Para Lukács la catarsis es el fin último de todo gran arte, siendo este efecto de índole ética y no social, en contraste con Brecht quien desconfía de la compenetración del arte, prefiere la distancia.

## Obras
A. LIBROS Y ARTÍCULOS
- La forma dramática [A dráma formája, Budapest, 1909]. Se convertirá en el capítulo inicial de Historia evolutiva del drama moderno.

- El alma y las formas  [Die Seele und die Formen, Berlín, 1911].

- Historia evolutiva del drama moderno  [A modern dráma fejlödésének történe, Budapest, 1912].

- Teoría de la novela [Die Theorie des Romans, Berlín, 1916-1920].

- Táctica y ética [Taktik und Ethik, escrita en húngaro, 1919].

- Historia y conciencia de clase [Geschiste und Klassenbewusstein, Berlín, 1923].

- Lenin [Berlín, 1924].

- Gottfried Keller [Berlín, 1940. Reimpreso en Los realistas alemanes del siglo XIX].

- Los sufrimientos del joven Werther (1936).[41]

- La literatura alemana durante el imperialismo [Deutsche Literatur während des Imperialismus, Berlín, 1945]. Incluido en Esbozo de una historia de la nueva literatura alemana.

- Fundamentos de una estética marxista[A marxi esztétika alapjai,Budapest, 1947].

- Literatura y democracia [Irodalom és demokrácia, Budapest, 1947].

- El joven Hegel y los problemas de la sociedad capitalista [Zürich y Viena, 1948].

- Heidegger Redivivus (1949)[42]

- Goethe y su tiempo [Goethe und seine Zeit, Berna, 1947; 2ª ed. ampl. Berlín, 1950].

- Giro del destino [Schicksalswende, Berlín, 1948 y 1955].

- Ensayos sobre el realismo [Essays über den Realismus, Berlín, 1948]. Reimpreso en Problemas del realismo.

- Karl Marx y Friedrich Engels como historiadores de la literatura [Karl Marx und Friedrich Engels als Literaturhistoriker, Berlín, 1952].

- El realismo ruso en la literatura mundial [Der russische Realismus in der Weltliteratur, Berlín, 1949].

- Thomas Mann [Berlín, 1949].

- Los realistas alemanes del siglo XIX [Deustsche Realisten des 19., Berlín, 1951].

- Balzac y el realismo francés [Balzac und der französische Realismus, Berlín, 1952].

- Esbozo de una historia de la nueva literatura alemana [Skizze einer Geschichte der neueren deustschen Literatur, Berlín, 1953].

- El asalto a la razón [Die Zerstörung der Vernunft, Berlín,1954].
- Aportaciones a la historia de la estética [Beiträge zur Geschichte der Ästhetik, Berlín, 1954].

- Problemas del realismo [Problemedes Realismus, Berlín, 1955].

- La novela histórica [Der historische Roman, Berlín, 1955].

- Significación actual del realismo crítico [Wider den missverstandenen Realismus, Hamburgo, 1958].

- “Sobre la particularidad como categoría de la estética” / Prolegómenos a una estética marxista [Über die Besonderheit als Kategorie der Ästhetik, Neuwied, 1957].

- Estética [Ästhetik, parte 1: Die Eigenart des Ästthetischen, 2 vols., Neuwied, 1963].

- Ontología del ser social [Neuwied, 1971].

B. Ediciones en español
La editorial Luchterhan de Neuwied, Alemania, publicó las Obras completas de Lukács, que retomó
la editorial Grijalbo en lengua castellana. Esta colección fue dirigida
por Manuel Sacristán, con traducciones de este y de Jacobo Muñoz. La división de los volúmenes es la siguiente:
1. El alma y las formas. Teoría de la novela.
2. Escritos menores de 1909-1922.
3. Historia y Consciencia de Clase.
4. Teoría y crítica políticas 1924-1962.
5. Sobre Marx y marxismo.
6. El realismo ruso en la literatura universal. I: el realismo crítico.
7. El realismo ruso en la literatura universal. II: el realismo socialista.
8. Materiales sobre el realismo.
9. La novela histórica.
10. Goethe y su época, precedido de Minna von Barnhelm.
11. Realistas alemanes del siglo XIX.
12. Thomas Mann.
13. Balzac y el realismo francés. Con otros escritos de crítica (1931-1940).
14. El joven Hegel y los problemas de la sociedad capitalista.
15. El asalto a la razón.
16. Contra el realismo malentendido. (La presente significación del realismo crítico).
17. Aportaciones a la historia de la estética.
18. Prolegómenos a una estética marxista.
19. Estética I, 1.
20. Estética I, 2.
21. Estética I, 3.
22. Estética I, 4.
23. Prolegómenos a la ontología.
24. Ontología del ser social.
25. Estética de Heidelberg (1910-1917).